# ماتو ميلوس
ماتو ميلوس هو لاعب كرة قدم كرواتي في مركز الدفاع، ولد في 30 يونيو 1993 في مدينة بولا في كرواتيا. شارك مع منتخب كرواتيا تحت 17 سنة لكرة القدم ومنتخب كرواتيا تحت 18 سنة لكرة القدم ومنتخب كرواتيا تحت 19 سنة لكرة القدم ومنتخب كرواتيا تحت 20 سنة لكرة القدم ومنتخب كرواتيا تحت 21 سنة لكرة القدم. أما مع النوادي، فقد لعب مع ليخيا غدانسك ونادي بيروجيا ونادي رييكا ونادي سبيزيا ونادي سيينا.

## وصلات خارجية
- ماتو ميلوس على موقع اتحاد كرواتيا (الكرواتية)
- ماتو ميلوس على موقع قاعدة بيانات كرة القدم.إي يو (الإنجليزية)
- ماتو ميلوس على موقع ناشيونال فوتبول تيمز (الإنجليزية)
- ماتو ميلوس على موقع Soccerway.com (الإنجليزية)